# Linia temporală inferioară
Linia temporală inferioară (Linea temporalis inferior ossis parietalis) este o linie semicirculară pe fața externă a osului temporal, și este situată sub linia temporală superioară. Pe linia temporală inferioară și pe suprafața situată sub acestă linie (suprafață ce face parte din fosa temporală) se inseră mușchiul temporal (Musculus temporalis).